# Порфирій (Успенський)
Порфирій Успенський (у світі — Костянтин Олександрович Успенський; нар. 1804, Кострома — †1885) — історик-візантолог, археолог, сходознавець, церковний педагог. Перший ректор Херсонської духовної семінарії в Одесі. Єпископ Російської православної церкви (безпатріаршої). Єпископ Чигиринський, вікарій Київської митрополії Відомства православного сповідання Російської імперії. Автор мемуарів. За походженням — меря.

## Біографія
Народився у 1804 у Костромі в сім'ї церковнослужителя.
Початкову освіту отримав у Костромському духовному училищі, а вищу — в Санкт-Петербурзькій духовній академії.
Початок активної церковної, освітянської і наукової діяльності покладений в Україні, у місті Одеса.
В 1831 році був призначений законовчителем до Одеського Рішельєвського ліцею.
1832 став членом правління ліцею, а в 1838 був призначений професором богослов'я, церковної історії та церковного права. Освітянську діяльність поєднував із громадською роботою. Був цензором при Одеському цензурному комітеті, кореспондентом Київської духовної академії, членом Одеського статистичного комітету. Був обраний директором Одеського опікунського комітету, який опікувався тюрмами.
1834 отримав призначення на посаду настоятеля Одеського Успенського монастиря із висвяченням у сан архімандрита. Підтвердженням значних здобутків і визнанням його заслуг перед церквою стало призначення його присутнім в Херсонській духовній консисторії (1837).
В 1838, після відкриття в Одесі Херсонської духовної семінарії, архімандрит став її першим ректором і викладав там богослов'я, церковну історію та канонічне право, внаслідок чого залишив службу в ліцеї. Цю посаду обіймав упродовж трьох років і був звільнений з неї лише після призначення настоятелем церкви при Російській Місії у Відні. Нагороджений орденом Св. Анни ІІ-го ступеня (1840).
В квітні 1839 був обраний дійсним членом Одеського товариства історії і старожитностей, за дорученням якого у 1840 переклав із грецької мови рукопис XV ст. «Житіє» Іоанна Нового. Ця робота була опублікована у IX томі «Записок» товариства (1875). Плідна співпраця з цим товариством тривала впродовж усього його життя.
1843 за указом Синоду був відряджений з таємною місією до Єрусалиму, де мав з'ясувати становище православної церкви і скласти план дій для її підтримки. У своєму звіті наголосив про необхідність створення Російської Духовної Місії в Єрусалимі.
1847 царським урядом був затверджений на чолі першого складу Російської Духовної Місії в Єрусалимі. Початок Кримської війни змусив архімандрита залишити Єрусалим. Дорогою він зупинявся в Афінах для ознайомлення з пам'ятками старовини; у Венеції, Мілані, Римі, Флоренції та Генуї — для вивчення архітектури та живопису.
У 1858 востаннє Успенський поїхав на Схід в складі спеціальної експедиції. Згідно з указом Св. Синоду зміг забрати із Єрусалиму залишене там своє майно та бібліотеку.
1860 привіз до Одеси свою унікальну бібліотеку, зібрані рукописи і колекцію стародавніх ікон. Повернувшись до Петербурга впродовж трьох років активно займався науковою роботою. Написав низку наукових робіт, в тому числі й «Думку про Синайський рукопис, що містить Старий Заповіт неповний і весь Новий Завіт».
1865 отримав сан єпископа Чигиринського, вікарія Київської єпархії і став настоятелем Михайлівського Золотоверхого монастиря. У київський період були видані понад 15 його книг, присвячених історії Східної православної церкви. 24 січня 1879 року єпископ Порфирій (Успенський) вирушив із Києва до Москви в Новоспаський монастир.
1877 був призначений членом Московської Синодальної контори і настоятелем Новоспаського монастиря. Доктор богослов'я та грецької словесності, почесний член Імператорського Православного Палестинського Товариства, Санкт-Петербурзького, Московського університетів і трьох духовних академій, один із фундаторів російського візантієзнавства. Добре знав церковну археологію, вільно володів грецькою, італійською, французькою, німецькою мовами.
У 1878 на прохання таврійського єпископа Гурія, він зробив транскрипцію і переклад приписки до подарованого Одеському товариству рукопису Євангелія, написаного грецькою мовою і датованого ХІІ ст. Переклад, разом із супровідним листом єпископа Гурія, був опублікований у «Записках» товариства. Впродовж 1845—1846, здійснюючи експедиції в Єгипет, Сирію, Лівію, на Афон, збирав стародавні рукописи, книги, монети, вивчав пам'ятки історії. Під час відвідування Синайського монастиря навесні 1845 був знайдений Синайський кодекс Священного Писання, датований IV ст.
На Афоні, де він описував грамоти Константинопольських патріархів, стародавні акти, монастирські устави, копіював слов'янські та грецькі надписи на монастирських приміщеннях, гробницях, хрестах та іконах, вивчав пам'ятники церковної архітектури та іконопису. Повернувшись до Одеси, він подарував Одеському товариству історії та старожитностей 550 грецьких, римських, перських та ін. монет, в тому числі 7 золотих і 109 срібних, а також різноманітні єгипетські старожитності, найбільш цінним серед яких був великий папірус із фівських катакомб. Під час подорожей збирав документальні матеріали про історію православної церкви на Сході, склав каталог грецьких рукописів монастирської бібліотеки.
Йому належить відкриття для російської науки Абіссінської церкви, її історії та церковної літератури.
За життя не зміг опублікувати свої численні матеріали, привезені зі Сходу, у зв'язку із браком коштів на ілюстрації та фотографії, які мали супроводжувати текст.
Заповідав зібрану бібліотеку Священному Синоду, усі свої кошти — Імператорській Академії Наук для посмертного видання його наукових творів; зібрання стародавніх ікон, привезених зі Сходу — Археологічному Товариству при Київській Духовній Академії.

## Праці
Наслідки його наукової діяльності знайшли своє втілення у ряді цінних книг та статей, присвячених історії християнського Сходу. У Москві він закінчив роботу над 8-томними мемуарами, які назвав «Книга буття мого».
- «Восток христианский. Абиссиния», в: «Труды Киевской Академии», 1866.
- Мнение о синайской Библии, 1862. (полемика с Тишендорфом).
- Книга бытия моего (Дневник и автобиографические записки) в 8-ми частях (извлечение из книги, изданной имп. Палестинским общ.). СПб, 1894, 1895, 1896 (2 ч.), 1899, 1900, 1901.
- Восток христианский: а) История Афона (в 3-х книгах); б) Первое и второе путешествие в Афонские скиты и монастыри и описание скитов Афонских (в 6-ти книгах).
- Восток христианский: Путешествие в Метеорские и Особолимпийские монастыри в Фесалии в 1859 г. СПб, 1896.
- Восток христианский: Александрийская патриархя (сборник материалов, исследований и записок, относящихся до истории Александрийской епархии, т. I. СПб, 1898.
- Четыре беседы Фотия, святейшего архиепископа Константинопольского и рассуждение о них. СПб, 1864.
- О святом Кирилле, просветителе славян моравских: (Отрывок из путешествия в Афонские монастыри и скиты в 1846 г.). — Киев: Тип. Давиденко, 1877. — 32 с.
- Рас-эль-Айнские колодцы у города Тира (Журнал мин-ва нар. просв., ч. 87, кн. 7).
- Важное изобретение петерб. иконописца Алекс. Ив. Травина (Дух. беседа, 1864, т. 20, № 8).
- Сказание о православной Амидийской митрополитии в Месопотамии (Дух. беседа, 1863, т. 19, № 37).
- Священное писание у христ. женщин и библейская редкость у имп. Марии Феодоровны. СПб, 1864.
- Известие о глаголической псалтири, хранящейся в библ. Синайского м-ря (Изв. имп. археолог. общ., 1863, т. 5, в. I).
- Афон языческий. Киев, 1847.
- Восток христианский: Афн, Киев, 1877.
- Исповедь кающегося грешника. СПб, 1878.
- Стихирарные пииты (Труды К. Д. А., 1878, кн. 4-7).
- Святый Дионисий Ареопагит и творения его («Чтения Московского Общества Любителей Духовного Просвещения», 1879).
- Новое слово об Афоно-Иверской иконе Богоматери (Чтен. в общ. любит. дух. просв., 1879).
- Афонские книжники: греческие писатели, переводчики и издатели (Там же, 1883, кн. 2 и 3).
- Сказание о Сирийской унии (Труды К. Д. А., 1874, кн. 9).
- История Афона (Труды К. Д. А., 1871, кн. 8).
- Абиссинцы, их церковь и религиозные обряды (Там же, 1866, кн. 3-5, 7 и 8).
- Послание иерусалим. патриархов в Грузию (Там же, 1866, кн. 1).
- Сирийская церковь (Журнал мин. народн. просвещ., 1850, ч. 56).
- Синайская обитель (Там же, 1847, ч. 55).
- Синайский полуостров (Там же, 1847, ч. 60).
- Описание монастырей Афонских в 1845—1846 гг. (Там же, 1848, ч. 55, 58).
- Указатель актов, хранящ. в обители св. горы Афонской (Там же, 1847, ч. 55).
- Взгляд на плавание наших пароходов к берегам Афона (Листок рус. общества пароходства и торговли, 1860, № 78 и 77).
- Александрийский том о праздновании Пасхи (перепеч. в журн. мин-ва нар. просвещ., 1860, ч. 106).
- Извлечение из письма с Афона: о греческих и славянских старинных рукописях (Дух. беседа, 1859, т. VII, № 33).
- Извлечение из письма с Востока (о приобрет. 11 рукописей на пергаменте). Дух. беседа, 1859, т. VII, № 30.
- Восток христианский: Египет и Синай. СПб, 1857.
- Письмена Кинея Манафы на Синайских утесах. СПб, 1857.
- Вероучение, богослужение, чиноположение и правила церковного благочиния египетских христиан (коптов). СПб, 1856. Книга издана под инициалами А. П. У.
- Путешествие по Египту и в м-рь в 1845 г. СПб, 1856 (?).
- Первое путешествие в Синайский монастырь в 1845 году, СПб., 1856.
- Второе путешествие в Синайский монастырь в 1850 г. СПб, 1856.
- Восток христианский. Путешествие в метеорские и оссоолимпийские монастыри в Фессалии архимандрита Порфирия Успенского в 1859 г. Издание Императорской академии наук под редакциею П. А. Сырку. СПб, 1896
- 1‑я Маккавейская книга//Труды Кіевской Духовной академіи, 1873, № 3, стр. 285—362.
- 2‑я Маккавейская книга//Труды Кіевской Духовной академіи, 1873, № 9, стр. 269—323.
- 3‑я Маккавейская книга//Труды Кіевской Духовной академіи, 1873, № 11, стр. 1—24.
- 4‑я Маккавейская книга//Труды Кіевской Духовной академіи, 1873, № 11, стр. 69—107.
- Образцы русскаго перевода священных книг Ветхаго Завета//Труды Кіевской Духовной академіи, 1869, стр. 4-212
- Псалтирь в русском переводе с греческого. СПб. 1893, 243 с.
- Мнение о Синайской рукописи, содержащей в себе Ветхий Завет неполный и весь Новый Завет. — СПб., 1862;
- Мученичество и житие святого всехвального великомученика Иоанна Нового Трапезунтского, пострадавшего в Левкополе, называемом по общему употреблению Аккерман. // ЗООИД. 1875- Т. IX;
- Сведение о службе по синодальному управлению князя Г. А. Потемкина — Таврического. // ЗООИД. 1883. — Т. XIII;